# Palazzo del Parlamento finlandese
Il palazzo del Parlamento finlandese (in finlandese eduskuntatalo, in svedese Riksdagshuset), in stile neoclassico è la sede del Eduskunta e si trova nel centralissimo quartiere di Töölö a Helsinki, Finlandia.

## Storia
Nel 1923 fu indetto un concorso per scegliere il sito per la nuova sede del Parlamento Finlandese. Fu scelta la collina di Arkadianmäki, accanto a quella che oggi è Mannerheimintie.
Nel 1924 si è svolto il concorso per l'architettura dell'edificio, vinta dalla ditta di Borg-Sirén-Åberg con una proposta chiamata "Oratoribus".
Il compito di progettare l'edificio fu quindi dato a Johan Sigfrid Sirén (1889-1961), il principale responsabile per la realizzazione della proposta. L'edificio è stato edificato fra il 1926 ed il 1931 ed è stato ufficialmente inaugurato il 7 marzo 1931. Da allora, e soprattutto durante la guerra con la Russia, la guerra d'Inverno e la guerra di Continuazione, è stato teatro di numerosi momenti chiave nella vita politica della nazione finlandese.

## Caratteristiche architettoniche
L'edificio è stato costruito in uno stile che combina il Neoclassicismo col primo Modernismo del XX secolo. Siren elaborò elementi neoclassici come colonne e balaustre con una geometria semplificata in chiave modernista.
La facciata è fiancheggiata da quattordici colonne con capitelli corinzi ed è rivestita in granito rosso di Kalvola.
L'edificio ha cinque piani, ognuno dei quali è unico. I piani sono collegati da una scala in marmo bianco e da ascensori paternoster.
Notevoli sono la lobby principale, il maestoso Session Hall e la grande sala di Stato.
Aggiunte successive al palazzo sono la biblioteca, completata nel 1978, e un blocco uffici separato, il "Pikkuparlamentti" (piccolo parlamento), completato nel 2004.

## Visite
Le visite guidate sono organizzate il sabato alle 11:00 e 12:30 e domenica alle 12:00 e 13:30, in luglio e agosto anche alle ore 14:00 nei giorni feriali. Martedì e venerdì è possibile vedere il Parlamento in seduta dal balcone del pubblico.